# Havardia mexicana
Havardia mexicana là một loài thực vật có hoa trong họ Đậu. Loài này được (Rose) Britton & Rose miêu tả khoa học đầu tiên.